# Ensalada de nopal
La ensalada de nopal o nopales compuestos es una típica ensalada mexicana cuyo ingrediente principal es el nopal, el cual es un ingrediente habitual en este país. También suele incluir cebolla morada, jitomate, aguacate, cilantro fresco, orégano, jugo de limón o vinagre, aceite de oliva y sal. Usualmente, se agrega queso fresco tipo añejo, ranchero, panela o Cotija. También se puede agregar chile serrano o en escabeche para aportarle picosidad. Se consume como plato entrante, guarnición o como relleno para tacos.
Por su popularidad, se considera un clásico de la cocina mexicana. Se consume en todo el país, pero es especialmente común en la Ciudad de México y sus  alrededores.

## Preparación
Se pueden encontrar a la venta en los mercados y supermercados mexicanos, las pencas enteras o ya cortadas (por supuesto ya desespinadas). Los cortes que prevalecen suelen ser en tiras o en cuadros. Se recomienda usar las pencas de menor tamaño puesto que son las más tiernas. 
Los nopales se deben cocer para suavizarlos. Hay diversas maneras para cortar la baba. La baba se refiere a la savia viscosa que sueltan los nopales y que resulta desagradable para algunas personas. Una forma de cortar esta baba es agregando vinagre al agua de cocción. Otra forma es la cocción seca, es decir, cocinarlos tapados en una olla sin agua, para que suden toda su baba. En la misma olla se suelen agregar dientes de ajo, cuartos de cebolla y sal, para sazonar. Agregar también unas cáscaras de tomate verde ayuda a cortar la baba. Luego, se enfrían bajo el chorro del agua.
El resto de verduras se trocean y se mezclan junto con el nopal. Esta ensalada se aliña con aceite de oliva y sal. Frecuentemente, se le agrega el jugo de una lima, llamada limón en México.